# .bj
.bj е интернет домейн от първо ниво за Бенин. Администрира се от Офиса за пощенски клонове и телекомуникации на Бенин. Представен е през 1996 г.